# Hallucinations collectives 2011
Le festival des Hallucinations collectives 2011 est la quatrième édition des Hallucinations collectives.

## Déroulement et faits marquants
La quatrième édition du festival a eu lieu du mercredi 20 au mardi 26 avril 2011 sous son nouveau nom Hallucinations collectives,,,,,.
Le nombre de projections augmente avec l'occupation de deux salles (dont la grande salle 1, permettant cette année-là, de projeter en numérique haute définition), au lieu d'une seule. Une compétition est introduite, avec un jury professionnel.
Douze avant-premières, une thématique sur la bombe atomique, le cinéma australien, les serial killers et un focus sur le cinéma de Lloyd Kaufman sont au programme.
Comme en 2009, le festival comprend un concert et une exposition.
Le jury de la compétition internationale est composé de : Éric Valette, Catriona MacColl, Romain Le Vern et Frédéric Thibaut.

### Projections
| Titre                                                               | Réalisateur(s)                             | Année            | Pays                       |
| Film d'ouverture                                                    | Film d'ouverture                           | Film d'ouverture | Film d'ouverture           |
| ------------------------------------------------------------------- | ------------------------------------------ | ---------------- | -------------------------- |
| Yuri Lennon’s landing on Alpha 46 (14 min)                          | Anthony Vouardoux                          | 2010             | Suisse                     |
| Les Nuits rouges du bourreau de jade                                | Julien Carbon et Laurent Courtiaud         | 2011             | France                     |
| Longs métrages en compétition                                       |                                            |                  |                            |
| The Loved Ones                                                      | Sean Byrne                                 | 2011             | Australie                  |
| Bedevilled                                                          | Jang Cheol-soo                             | 2010             | Corée du Sud               |
| Cadavres à la pelle (Burke & Hare)                                  | John Landis                                | 2011             | Royaume-Uni                |
| Balada triste de trompeta                                           | Álex de la Iglesia                         | 2011             | Espagne                    |
| Tucker et Dale fightent le mal (Tucker & Dale vs Evil)              | Eli Craig                                  | 2011             | Canada                     |
| Heartless                                                           | Philip Ridley                              | 2009             | Royaume-Uni                |
| J'ai rencontré le Diable (I Saw The Devil)                          | Kim Ji-woon                                | 2010             | Corée du Sud               |
| Symbol                                                              | Hitoshi Matsumoto                          | 2009             | Japon                      |
| Courts métrages hors compétition                                    |                                            |                  |                            |
| Doron (16 min)                                                      | Isamu Hirabayashi                          | 2006             | Japon                      |
| Our cities must fight (9 min)                                       | Anthony Rizzo                              | 1951             | États-Unis                 |
| Courts métrages en compétition                                      |                                            |                  |                            |
| Mrdrchain (10 min)                                                  | Ondrej Svadlena                            | 2010             | France- République tchèque |
| Brutal relax (15 min)                                               | Adrian Cardona, Rafa Dengra et David Muñoz | 2010             | Espagne                    |
| The external world (15 min)                                         | David O'Reilly                             | 2010             | Allemagne                  |
| Chloe and Attie (8 min)                                             | Scooter Corkle                             | 2010             | Canada                     |
| Otologie (10 min 30 s)                                              | Marc Ory                                   | 2011             | France                     |
| Through the night (10 min)                                          | Lee Cronin                                 | 2009             | Irlande                    |
| La petite mort (10 min)                                             | Jan Gallasch                               | 2010             | Allemagne                  |
| Ich bin’s, Helmut (11 min 40 s)                                     | Nicolas Steiner                            | 2010             | Allemagne                  |
| Gourous Bisous & Kangourous : Ozploitation                          |                                            |                  |                            |
| Pique-nique à Hanging Rock (Picnic at Hanging Rock)                 | Peter Weir                                 | 1975             | Australie                  |
| Les Traqués de l'an 2000 (Turkey Shoot)                             | Brian Trenchard-Smith                      | 1981             | Australie                  |
| Long Weekend                                                        | Colin Eggleston                            | 1977             | Australie                  |
| Harlequin                                                           | Simon Wincer                               | 1980             | Australie                  |
| La bombe dans tous ses états : Avant, Pendant, Après                |                                            |                  |                            |
| Panic sur Florida Beach (Matinee)                                   | Joe Dante                                  | 1993             | États-Unis                 |
| Threads                                                             | Mick Jackson                               | 1984             | Royaume-Uni                |
| 2019 après la chute de New York (2019 - Dopo la caduta di New York) | Sergio Martino                             | 1983             | Italie                     |
| Serial Killer : Projections en Série                                |                                            |                  |                            |
| Maniac                                                              | William Lustig                             | 1980             | États-Unis                 |
| Le Tueur de Boston (The Strangler)                                  | Burt Topper                                | 1964             | États-Unis                 |
| Schramm                                                             | Jörg Buttgereit                            | 1993             | Allemagne                  |
| TROMAtisant et TROMArrant : Lloyd Kaufman                           |                                            |                  |                            |
| The Toxic Avenger                                                   | Michael Herz et Lloyd Kaufman              | 1984             | États-Unis                 |
| Atomic College (Class of Nuke 'em High)                             | Lloyd Kaufman et Michael Herz              | 1986             | États-Unis                 |
| Poultrygeist: Night of the Chicken Dead                             | Lloyd Kaufman                              | 2006             | États-Unis                 |
| Carte blanche à Mad Movies                                          |                                            |                  |                            |
| Simetierre (Pet Sematary)                                           | Mary Lambert                               | 1990             | États-Unis                 |
| Elle s'appelait Scorpion (Joshuu sasori: Dai-41 zakkyo-bô)          | Shunya Ito                                 | 1972             | Japon                      |
| Séance (grands) enfants                                             |                                            |                  |                            |
| Howard... une nouvelle race de héros (Howard The Duck)              | Willard Huyck                              | 1986             | États-Unis                 |
| Documentaire                                                        |                                            |                  |                            |
| The Advocate for Fagdom                                             | Angélique Bosio                            | 2011             | France                     |
| Cabinet de curiosités                                               |                                            |                  |                            |
| Parents                                                             | Bob Balaban                                | 1989             | États-Unis                 |
| La séance de minuit                                                 |                                            |                  |                            |
| Perdita Durango                                                     | Álex de la Iglesia                         | 1997             | Espagne                    |
| Film d'amour non simulé                                             |                                            |                  |                            |
| La Femme objet                                                      | Frédéric Lansac                            | 1980             | France                     |
| Film de clôture                                                     |                                            |                  |                            |
| Kangootomik (5 min)                                                 | Frédéric Grousset                          | 2011             | France                     |
| Insidious                                                           | James Wan                                  | 2011             | États-Unis                 |

### Prix
- Grand prix du jury longs métrages : Balada triste de trompeta de Álex de la Iglesia[8] ;
- Grand prix du jury courts métrages : The external world de David O'Reilly.